# Hintertreppe

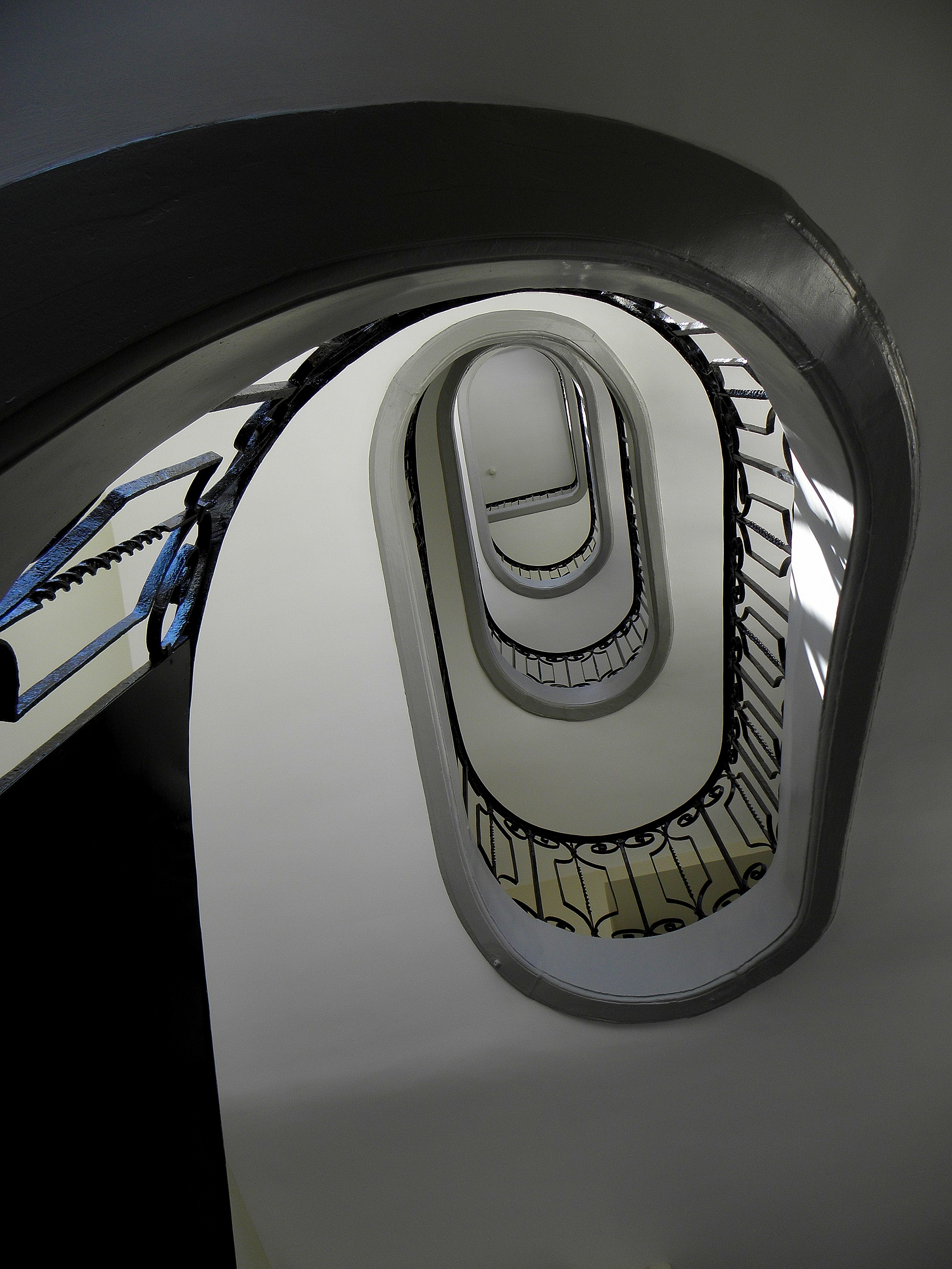
Eine Hintertreppe im Château de Champs-sur-Marne.

Der Ausdruck Hintertreppe bezeichnet den im Gegensatz zur sichtbaren Vordertreppe (Haupttreppe) des bürgerlichen Wohnhauses den nicht sichtbaren Aufstieg des Gesindes zu den Arbeitsräumen.

## Metaphorische Verwendung

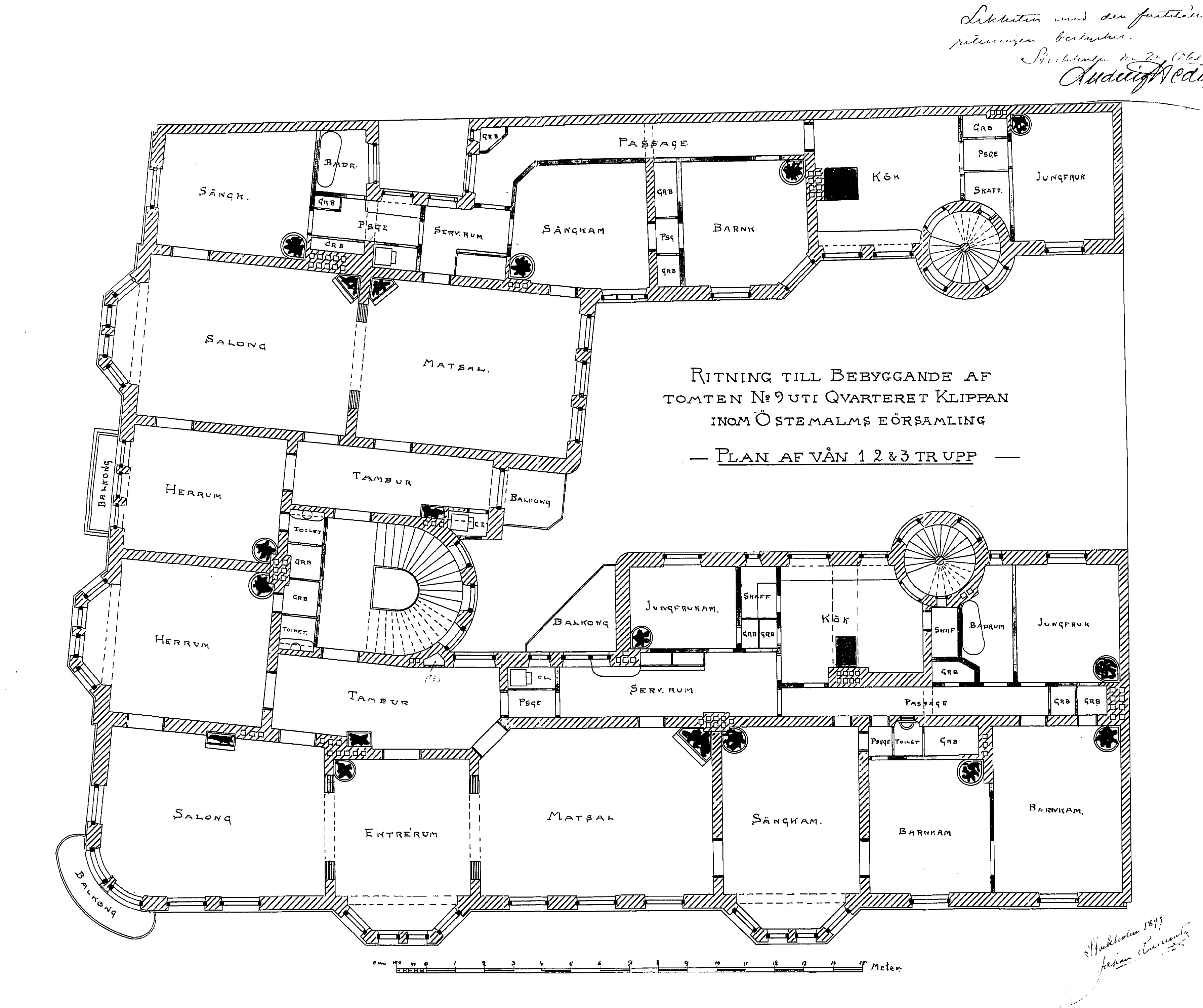
Zwei Hintertreppen in Form von Wendeltreppen in einem Wohnhaus von 1897 am Strandvägen in Stockholm

Die Hintertreppe wurde alsbald sprichwörtlich gebräuchlich für eine bestimmte Form des Gerüchtes (Hintertreppentratsch) durch offiziöse Zuträger, wie auch für den verborgenen Zugang von Geliebten wie Liebhabern. Über die Hintertreppe durch fahrende Händler an die Dienstboten verkaufte Kolportageromane erhielten alsbald den Beinamen Hintertreppenroman.
Der Philosoph Wilhelm Weischedel nutzte das Bild in seinem Buchtitel Die philosophische Hintertreppe, um gleichsam einen ungewohnten ‚persönlichen‘ Zugang zu wichtigen Philosophen zu bahnen: „Man kommt, wie man ist, und man gibt sich, wie man ist. Und doch gelangt man über die Hintertreppe zum gleichen Ziel wie über die Vordertreppe: zu den Leuten, die oben wohnen.“
Im Verborgenen stattfindende politische Ränke und Lobbyismus können als Hintertreppen-Machenschaften bezeichnet werden. In seiner Untersuchung der Beweggründe Hindenburgs für die Ernennung Hitlers zum Reichskanzler zitiert Dieter Hoffmann eine Tagebuchaufzeichnung von Harry Graf Kessler zum Osthilfeskandal: „Das Ganze ist eine Mischung von Korruption, Hintertreppe und Günstlingswirtschaft, die an die übelsten Zeiten der absoluten Monarchie erinnert“.

### Buchtitel
- Wilhelm Weischedel: Die philosophische Hintertreppe. München 2014, ISBN 3-485-01833-3.
- Michael Langer: Die theologische Hintertreppe. München 2005, ISBN 3-629-01670-7.
- Ernst Peter Fischer: Die kosmische Hintertreppe. Berlin 2011, ISBN 3-596-19024-X.
- Husemann, Dirk: Die archäologische Hintertreppe. Ostfildern 207, ISBN 3-7995-0179-7.

### Filmtitel
- Hintertreppe (1921)
- Vordertreppe – Hintertreppe (1915)